# ベルトーネ・リトモカブリオ
リトモカブリオ（Ritmo Cabrio ）はベルトーネがフィアット・リトモをベースとしてオープンカーとし、1981年9月から自社生産して自ブランドで販売した乗用車である。

## 概要
リトモ自体もベルトーネのデザインであるが、ボディ中央にアンチロールバーを持つカブリオレタイプがベルトーネのブランドで販売された。エンジンは直列4気筒、ボアφ86.4×ストローク63.9mmで1,496cc、ウェーバーツインチョークキャブレター、圧縮比9.2を20度前方に傾けて搭載してある。SOHCで82PS/5,600rpm、12.2kgm/3,000rpmの85Sと、DOHCで105PSの100Sが存在した。
日本には85Sが輸入された。
最高速は185km/h、0-100km/hは11.9秒。